# Ірен Кара
Айрін (Ірен) Кара (англ. Irene Cara; (18 березня 1959 , Бронкс, Нью-Йорк, США і Нью-Йорк, Нью-Йорк  — 25 листопада 2022 , Ларґо, Флорида, США ) — американська акторка та співачка 1980-х років. Лауреатка премій «Оскар», «Золотий глобус» та «Греммі».

## Життєпис
У 1986—1991 роках була одружена з голлівудським каскадером Конрадом Палмізано .
За участь у фільмі Слава у 1981 році була номінована на премію «Золотий глобус» у номінації «Найкраща жіноча роль у музичному фільмі». Здобула премію «Image» Національної асоціації сприяння прогресу кольорового населення (NAACP) 1982 року за виконання ролі Сіссі Лавджой у телефільмі «Сестра, сестра». Пік кар'єри настав для неї в 1983 році, коли записала титульну пісню для фільму « Танець-спалах» (англ. Flashdance): "Flashdance. . . What a Feeling ", яку вона написала у співавторстві з Джорджо Мородером та Кітом Форсі. Кара написала слова в той момент, коли їхала до нью-йоркської студії в автомобілі разом з Форсі, а Мородер написав музику. У 1983—1984 роках виграла кілька престижних музичних нагород:
- премію «Оскар» за найкращу пісню до фільму (1983)
- премію Греммі за найкращий жіночий поп-вокал (1984)
- « Золотий глобус» за найкращу оригінальну пісню (1984)
- премію « Вибір народу» за найкращу пісню з кінофільму (1984)[9]
- American Music Award у категоріях Best R&B Female Artist та Best Pop Single of the Year .

Ірен Кара померла у своєму будинку у Флориді 25 листопада 2022 на 64-му році життя .

## Дискографія

### Студійні альбоми
| Рік  | Альбом                                                                                                 | Позиція у чарті | Позиція у чарті | Позиція у чарті | Позиція у чарті | Позиція у чарті | Позиція у чарті | Позиція у чарті | Позиція у чарті | Сертифікація (продажу) |
| Рік  | Альбом                                                                                                 | US              | AUS             | CAN             | AUT             | GER             | SWI             | UK              | JP              | Сертифікація (продажу) |
| ---- | --- | --------------- | --------------- | --------------- | --------------- | --------------- | --------------- | --------------- | --------------- | ---------------------- |
| 1982 | Anyone Can See - 1982 - Формати: CD, Cassette - Label: Universal Music                                 | 76              | NA              | NA              | -               | -               | -               | -               | -               |                        |
| 1983 | What a Feelin' - 1983 - Формати: CD, Cassette - Label: Universal Music                                 | 77              | NA              | NA              | -               | 29              | 8               | -               | NA              |                        |
| 1987 | Carasmatic - 1987 - Формати: CD, Cassette - Label: Elektra Records                                     | -               | -               | -               | -               | -               | -               | -               | -               |                        |
| 2011 | Irene Cara presents: Hot Caramel - 2011 - Формати: CD, Digital - Мітки: Caramel Productions Music Inc. | -               | -               | -               | -               | -               | -               | -               | -               |                        |

### Саундтреки
| Рік  | Альбом                             |
| ---- | ---------------------------------- |
| 1980 | Fame                               |
| 1983 | Flashdance. . What a Feeling       |
| 1984 | DC Cab Soundtrack                  |
| 1985 | City Heat Soundtrack               |
| 1989 | All Dogs Go to Heaven Soundtrack   |
| 1991 | China Cry Soundtrack               |
| 2007 | Downtown: A Street Tale Soundtrack |

### Сингли
| Год                                     | Сингл                               | Высшая позиция в чарте | Высшая позиция в чарте | Высшая позиция в чарте | Высшая позиция в чарте | Высшая позиция в чарте | Высшая позиция в чарте | Высшая позиция в чарте | Высшая позиция в чарте | Высшая позиция в чарте | Альбом                               |
| Год                                     | Сингл                               | US                     | US Dance               | US AC                  | UK                     | AUT                    | GER                    | NED                    | NOR                    | SWI                    | Альбом                               |
| --------------------------------------- | ----------------------------------- | ---------------------- | ---------------------- | ---------------------- | ---------------------- | ---------------------- | ---------------------- | ---------------------- | ---------------------- | ---------------------- | ------------------------------------ |
| 1980                                    | «Fame»                              | 4                      | 1                      | —                      | 1                      | —                      | —                      | 1                      | —                      | —                      | Fame (soundtrack)                    |
| 1980                                    | «Out Here on My Own»                | 19                     | —                      | 20                     | 58                     | —                      | —                      | —                      | —                      | —                      | Fame (soundtrack)                    |
| 1981                                    | «Anyone Can See»                    | 42                     | —                      | —                      | —                      | —                      | —                      | —                      | —                      | —                      | Anyone Can See                       |
| 1981                                    | «My Baby (He's Something Else)»     | —                      | —                      | —                      | —                      | —                      | —                      | —                      | —                      | —                      | Anyone Can See                       |
| 1983                                    | «Flashdance… What a Feeling»        | 1                      | 1                      | 4                      | 2                      | 4                      | 3                      | 17                     | 1                      | 1                      | What a Feelin'                       |
| 1983                                    | «Why Me»                            | 13                     | 7                      | —                      | 86                     | —                      | 17                     | —                      | 5                      | 4                      | What a Feelin'                       |
| 1983                                    | «The Dream (Hold on to Your Dream)» | 37                     | 26                     | —                      | —                      | —                      | —                      | —                      | —                      | —                      | What a Feelin'                       |
| 1984                                    | «Breakdance»                        | 8                      | 13                     | —                      | 88                     | —                      | n/a                    | —                      | —                      | 20                     | What a Feelin'                       |
| 1984                                    | «You Were Made for Me»              | 78                     | —                      | 10                     | —                      | —                      | —                      | —                      | —                      | —                      | What a Feelin'                       |
| 1987                                    | «Girlfriends»                       | —                      | —                      | —                      | —                      | —                      | —                      | —                      | —                      | —                      | Carasmatic                           |
| 1988                                    | «I Can Fly»                         | —                      | —                      | —                      | —                      | —                      | —                      | —                      | —                      | —                      | Non-album song                       |
| 1995                                    | «Rhythm of My Life»                 | —                      | —                      | —                      | —                      | —                      | —                      | —                      | —                      | —                      | Precarious 90's                      |
| 1996                                    | «You Need Me»                       | —                      | —                      | —                      | —                      | —                      | —                      | —                      | —                      | —                      | Precarious 90's                      |
| 1997                                    | «All My Heart»                      | —                      | —                      | —                      | —                      | —                      | —                      | —                      | —                      | —                      | Precarious 90's                      |
| 2001                                    | «What a Feeling» (with DJ BoBo)     | —                      | —                      | —                      | —                      | 11                     | 3                      | —                      | —                      | 2                      | Non-album song                       |
| 2006                                    | «Forever My Love»                   | —                      | —                      | —                      | —                      | —                      | —                      | —                      | —                      | —                      | Gay Happening Vol. 12                |
| 2007                                    | «Downtown»                          | —                      | —                      | —                      | —                      | —                      | —                      | —                      | —                      | —                      | Downtown: A Street Tale (soundtrack) |
| «—» denotes releases that did not chart |                                     |                        |                        |                        |                        |                        |                        |                        |                        |                        |                                      |

## Вибрана фільмографія
- Aaron Loves Angela[en] (1975)
- Apple Pie (1976)
- Sparkle[en] (1976)
- Слава (1980)
- Гаянська трагедія: Історія Джима Джонса (1980)
- Killing 'em Softly (1982)
- Вашингтонське таксі (1983)
- Заворуха в місті (1984)
- Жахлива помилка (1985)
- Busted Up (1986)
- Caged In Paradiso[en] (1990)
- China Cry[en] (1991) (тільки спів)
- The Magic Voyage[en] (1992) (озвучування)
- Білосніжка 2: І жили вони щасливо (1993) (озвучування)
- Downtown: A Street Tale[en] (2007)

## Телевізійні роботи
- Love of Life[en]
- The Electric Company[en]
- What's Happening!![en] sea.2, ep.1 «Rerun Gets Married»
- Roots: The Next Generations[en]
- Гаянська трагедія: Історія Джима Джонса
- Sister, Sister[en]
- For Us the Living: The Medgar Evers Story[en]
- Bustin' Loose[en]
- Gabriel's Fire[en]
- Gone Country Season 2

## Нагороди та номінації
| Рік  | Нагорода            | Категорія                                                           | Номінована робота                                                         | Результат |
| ---- | ------------------- | ------------------------------------------------------------------- | ------------------------------------------------------------------------- | --------- |
| 1980 | Golden Globe Awards | Премія «Золотий глобус» за найкращу жіночу роль — комедія чи мюзикл | Fame                                                                      | Номінація |
| 1983 | Golden Globe Awards | Премія «Золотий глобус» за найкращу пісню до фільму                 | «Flashdance … What a Feeling» (Спільно з Джорджо Мородер та Keith Forsey) | Перемога  |
| 1983 | Academy Awards      | Премія «Оскар» за найкращу пісню до фільму                          | «Flashdance… What a Feeling» (Спільно з Джорджо Мородер та Keith Forsey)  | Перемога  |
| 1984 | Grammy Awards       | Премія «Греммі» за найкращий саундтрек для візуальних медіа         | Flashdance (Soundtrack) (Спільно з іншими авторами)                       | Перемога  |